# 국도 제27호선 (이란)
국도 제27호선(페르시아어: 27 جاده, Road 27)은 동아제르바이잔주의 코말루에서 출발, 켈리바르와 아하르를 거쳐 타브리즈까지 이어주는 총 연장 245 km의 거리를 가진 이란의 일반 국도이다.